# Crozier Ø
Crozier Ø er en grønlandsk ø, og den sydligste af tre øer i Kennedykanalen som er en del af Nares Strædet, der strækker sig mellem den kanadiske Ellesmere Island og Nordgrønland. De to andre øer er Franklin Ø og Hans Ø. 
Den ubeboede, vegetationsløse ø ligger ca. 12 km sydvest for Franklin Ø, og er kun ca. 4 x 2 kilometer stor. Dens sydvestside hæver sig til en højde af 60 m. 
Øen er opkaldt efter den i Irland fødte britiske marineofficer Francis Crozier, som var med på den anden Grinnell Ekpedition, der fandt sted mellem 1854 og 1855, efter at øen var sigtet af Hans Hendrik (grønlandsk guide) og amerikaneren William Morton i juni 1854.
80°30′N 67°20′V / 80.500°N 67.333°V